# Gardonne
Gardonne település Franciaországban, Dordogne megyében. Lakosainak száma 1607 fő (2022. január 1.). Gardonne Saint-Pierre-d’Eyraud, Saussignac, Gageac-et-Rouillac, Lamonzie-Saint-Martin, Saint-Avit-Saint-Nazaire és Razac-de-Saussignac községekkel határos.

## Népesség
A település népességének változása:
| Lakosok száma | 988  | 1130 | 1383 | 1354 | 1521 | 1560 | 1592 | 1600 | 1588 | 1607 |
|               | 1968 | 1982 | 1990 | 2006 | 2013 | 2015 | 2017 | 2019 | 2020 | 2022 |